# Hofhund
Hofhunde sind ursprünglich zur Bewachung des Gutshofes (Grundstück mit Gebäuden) eingesetzte Hunde, die zu den Wachhunden gehören. Das Jagdbuch des Gaston Phoebus zählt Hofhunde zur niedrigsten von sechs Hundegruppen.
Auch heute noch findet man in Dörfern teilweise diese Hundegruppe. Eine Hunderasse, die sich auch vom Namen her auf diese Aufgabe bezieht, ist der Hovawart. Bis zum Anfang des 19. Jahrhunderts wurden Hofhunde allgemein als Hovawart bezeichnet.
Für bei Hofe (im Schloss) gehaltene Hunde wird dieser Begriff nicht verwendet. Dafür siehe Gesellschaftshund.

## Schweiz
Im Kanton Appenzell Innerrhoden gibt es hinsichtlich der Hundesteuer eine Besonderheit. Ein „landwirtschaftlicher Hofhund“ ist ein Hund, der auf einer landwirtschaftlichen Nutzfläche von mindestens 100 Ar lebt. Für diesen ist eine verringerte Hundesteuer zu entrichten.